# Saltburn Cliff Lift
O Saltburn Cliff Lift é funicular localizado em Saltburn-by-the-Sea, no condado de North Yorkshire, Inglaterra. 
É o mais antigo funicular a funcionar com o sistema de contrapeso de água no Reino Unido, tendo começado a operar em Junho de 1884.
O funicular vence uma distância de 63 metros, numa linha de bitola internacional (1435 mm) e uma inclinação de 71%.
A água utilizada para aumentar o peso da carruagem que se encontra no nível superior é novamente bombeada após a chegada do veículo ao nível inferior, podendo em cada viagem ser utilizados 4500 litros de água.